# Hagaby GoIF
Hagaby GoIF är orienteringsklubben från norra Örebro. Klubbens färger är blått och vitt och tävlingsdressen pryds av ett stort V. bildades 1926. Orientering kom in i bilden på allvar under 1950-talet. Största framgångarna är segrar i 10-mila 1975 och 1976 och Ungdomens Tiomila 2006 och 2007. 
Vinnarlaget 1975 bestod av Ingemar Larsson, Anders Winbladh, Ola Lindskog, Tord Lidström, Stefan Blomgren, Billy Höglund, Arne Yngström, Anders Bergman, Göran Hedberg, Rolf Pettersson. Rolf Pettersson vann mot Kimmo Rauhamäki från Ikaalisten Nouseva-Voima(en) på den sista sträckan. Vinnarlaget 1976 bestod av Arne Salomonsson, Ola Lindskog, Jan Carlsson, Stefan Blomgren, Anders Winbladh, Billy Höglund, Erik Oskarsson, Anders Bergman, Rolf Pettersson och Göran Hedberg.
Klubben har också tagit ett flertal SM-segrar och de främsta individuellt har varit Karin Rabe, Rolf "Roffe" Pettersson, Beata Falk och Martin Regborn.
Hagaby är också en stor arrangör av orienteringstävlingar. Varje år arrangeras Kilsbergsträffen. Vidare har man arrangerat World Cup 1992, 3 stycken SM,10- mila, USM och O-Ringen.
Basverksamheten bedrivs vid idrottsplanen i Pettersberg där man har sin klubbstuga. Klubben har cirka 250 medlemmar och cirka 175 är aktiva i alla åldrar.
Hagaby GoIF är orienteringsklubben som passar alla. Främsta upptagningsområdena är Hovsta, Lillån och de norra stadsdelarna i Örebro. Gemene man känner kanske Hagaby som en elitklubb, men det satsas lika mycket på ungdomar, på orientering för handikappade och på motionärer.
På sommarlovet arrangeras två veckors idrottsskola med orienteringslek för barn mellan 8 och 10 år.